# Kamienica przy ul. Strzeleckiej 8 w Warszawie
Kamienica przy ul. Strzeleckiej 8 – modernistyczna kamienica znajdująca się przy ul. Strzeleckiej 8 róg ul. Środkowej w dzielnicy Praga-Północ w Warszawie. W latach 1945–1948 znajdował się tu areszt oraz siedziba Wojewódzkiego Urzędu Bezpieczeństwa Publicznego (WUBP).

## Historia

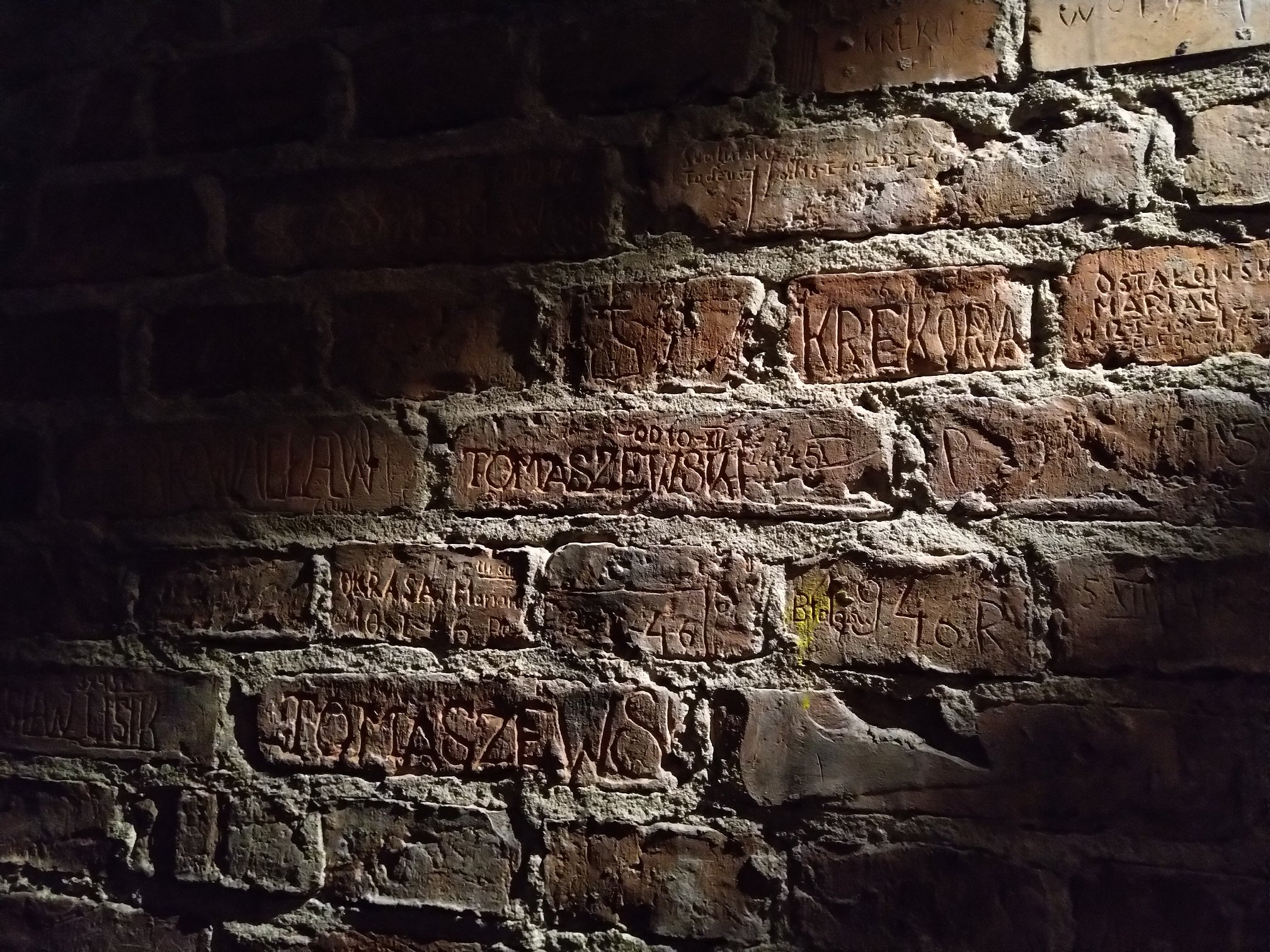
Inskrypcje wyryte przez więźniów aresztu WUBP przy ul. Strzeleckiej 8 w Warszawie

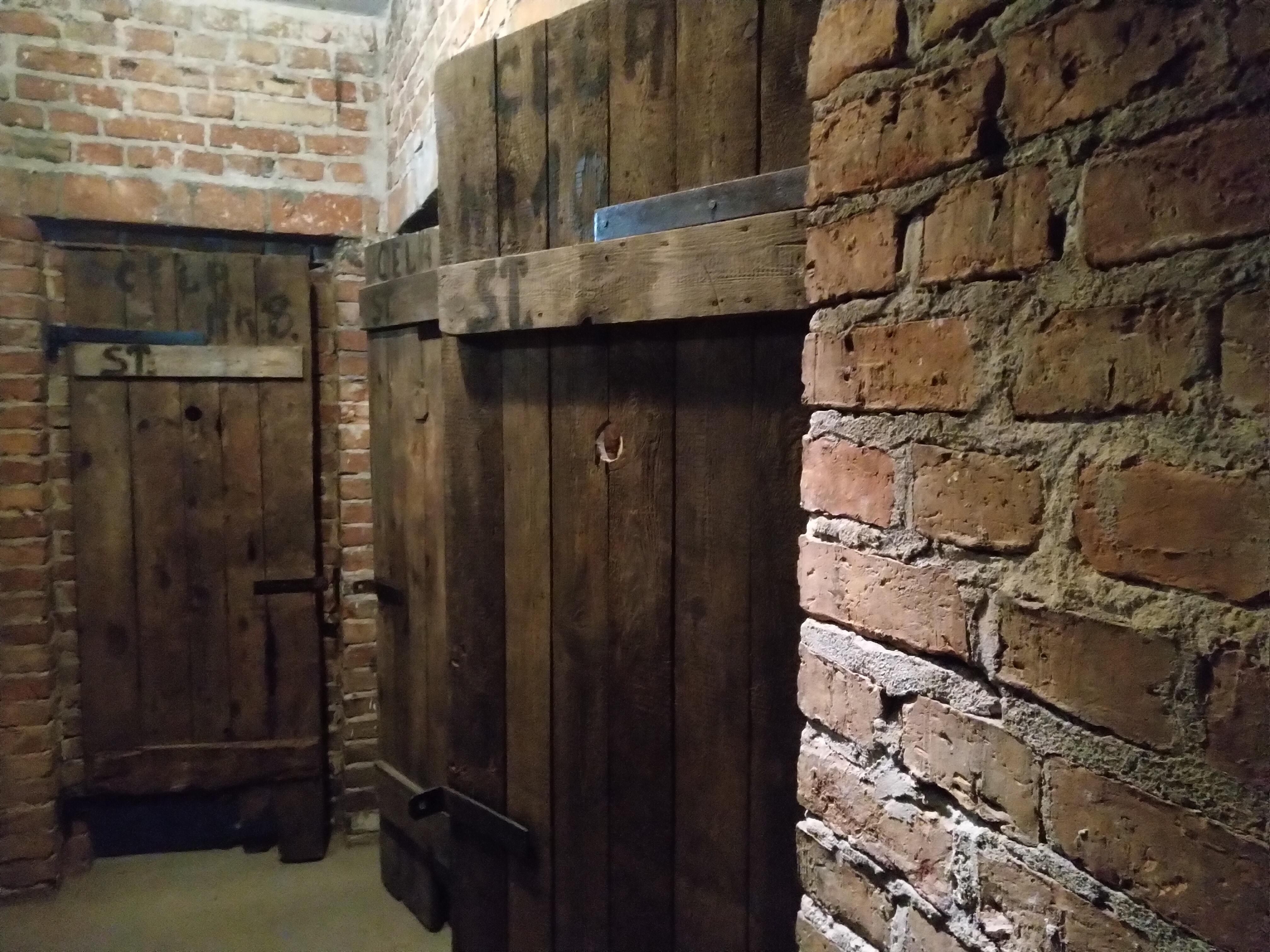
Piwniczne cele aresztu przy ul. Strzeleckiej 8

Kamienica została wybudowana w latach 1936−1937 na zlecenie właściciela ziemskiego Zygmunta Jórskiego. Miała bardzo solidną konstrukcję z żelbetonowymi stropami oraz rozległymi piwnicami zwłaszcza od strony ul. Strzeleckiej. Pierwotnie powstały trzy kondygnacje oraz dwie bramy wjazdowe na dziedziniec. 
Do 1939 w budynku nikt nie mieszkał, gdyż znajdował się on jeszcze w tzw. stanie surowym. Po wybuchu II wojny światowej zasiedlili ją tzw. dzicy lokatorzy, którzy wykorzystywali poszczególne lokale aż do jesieni 1944. Podczas powstania warszawskiego oraz walk o Pragę kamienica nie została zniszczona. We wrześniu 1944 po wkroczeniu na Pragę oddziałów Armii Czerwonej, kamienica została zajęta na kwaterę główną NKWD w Polsce. Była jedną z dwóch siedzib generała Iwana Sierowa – zastępcy ludowego komisarza spraw wewnętrznych ZSRR, a od stycznia 1945 pełnomocnika NKWD przy 1 Froncie Białoruskim. Jednocześnie, w pobliżu istniał Wojskowy Trybunał Wojenny i prokuratura sowiecka, działające w trybie doraźnym w budynku rogatki Bródnowskiej przy ulicy 11 listopada 68. Od 20 lutego 1945 kamienica stała się siedzibą WUBP w Warszawie (pełniła tę funkcję do przełomu lat 1945 i 1946, kiedy to siedziba WUBP została przeniesiona do Dawnego Żydowskiego Domu Akademickiego przy ul. Sierakowskiego 7).
W 1945 r. było to centralne miejsce związane z represjami komunistycznymi w całym kraju. Mieszkania na pierwszym, drugim i trzecim piętrze od strony ul. Strzeleckiej zamieniono na pokoje przesłuchań. 25 piwnic użytkowanych dotychczas, jako domowe spiżarnie przerobiono na areszt. Dwie skrytki pod schodami (pozbawione wentylacji, światła i okien) zamieniono z kolei na karcery (były dwa karcery suche i jeden mokry). W związku z bardzo dużą liczbą zatrzymanych także mieszkania na parterze wykorzystywano, jako cele. W latach 1945–1948 przez areszt przy ul. Strzeleckiej 8 przeszło wiele tysięcy osób głównie z kręgów polskiego podziemia niepodległościowego. Nieznana ich liczba straciła życie w wyniku tortur stosowanych przez funkcjonariuszy NKWD i UBP. W październiku 1948 Stołeczna Rada Warszawy na wniosek Ministerstwa Bezpieczeństwa Publicznego pozbawiła Zygmunta Jórskiego prawa własności do kamienicy przy ul. Strzeleckiej 8. Stała się budynkiem mieszkalnym i została zasiedlona przez funkcjonariuszy komunistycznego aparatu bezpieczeństwa i ich rodziny.
Więźniami aresztu przy ul. Strzeleckiej 8 byli m.in.: Jan Stanisław Jankowski, Kazimierz Pużak, Aleksander Zwierzyński, płk. Antoni Żurowski, płk. Lucjan Szymański.
W latach 90. XX wieku kamienica została zwrócona spadkobiercom Zygmunta Jórskiego. W styczniu 2015 r. prace budowlane w kamienicy rozpoczął jej nowy właściciel, spółka One-Development. Po interwencji Instytutu Pamięci Narodowej oraz Stowarzyszenia Kolekcjonerzy Czasu, Stołeczny Konserwator Zabytków; Piotr Brabander, wydał decyzję o wstrzymaniu prac budowlanych w piwnicach. 
W lipcu 2012 dom wraz z piwnicami został wpisany do gminnej ewidencja zabytków. W marcu 2015 Mazowiecki Wojewódzki Konserwator Zabytków Rafał Nadolny objął wpisem do rejestru zabytków całość pomieszczeń piwnicznych od strony ul. Strzeleckiej 8 wraz z korytarzem, drzwiami do dawnych cel, schodami do piwnicy oraz inskrypcjami zachowanymi na ścianach i drzwiach. 
W 2017 wyremontowana i przebudowana w ramach inwestycji Modern Praga Apartments. 
28 lutego 2020 r. w kamienicy została otwarta Izba Pamięci IPN Strzelecka 8. Na parterze znajduje się ekspozycja stała pt. Czerwona mapa Warszawy przygotowana przez oddział IPN w Warszawie.